# 鳩茲広場駅
 鳩茲広場駅（きゅうじひろばえき）は、中華人民共和国安徽省蕪湖市鏡湖区に位置する蕪湖軌道交通1号線と2号線の駅である。

## 歴史
- 2021年11月3日: 1号線の駅として開業。

## 隣の駅
蕪湖軌道交通
■1号線
中山北路駅 - 鳩茲広場駅 - 環城北路駅
■2号線
 鳩茲広場駅 - 文化路駅